# 加里诺艾恩
加里诺艾恩（西班牙語：Garínoain）是西班牙纳瓦拉的一个市镇。总面积10平方公里，总人口396人（2001年），人口密度40人/平方公里。